# آمادونی وارداپتیان
آمادونی سیمونی وارداپتیان (ارمنی: Ամատունի Սիմոնի Վարդապետյան؛ ۲۴ اکتبر ۱۹۰۰ – ۲۷ ژوئن ۱۹۳۷) یک سیاست‌مدار اهل ارمنستان بود. بین سال‌های ۱۹۳۶ تا ۱۹۳۷ وی دبیر اول حزب کمونیست ارمنستان بود. وی در جریان پاکسازی بزرگ تیرباران شد. در سال ۱۹۸۸ از وی اعاده حیثیت شد.